# Fan of a Fan: The Album
Fan of a Fan: The Album – pierwszy wspólny album amerykańskich artystów Tygi oraz Chrisa Browna. Światowa premiera odbyła się 20 lutego 2015 r. Wydawnictwo ukazało się nakładem wytwórni RCA, Young Money, Cash Money i Republic. Album był kontynuacją mixtape'u Fan of a Fan z 2010 roku.
Tytuł zadebiutował na 7. miejscu amerykańskiej listy przebojów Billboard 200 ze sprzedażą 67 000 egzemplarzy.

## Lista utworów
| Nr  | Tytuł utworu                                | Producent                            | Długość |
| --- | ------------------------------------------- | ------------------------------------ | ------- |
| 1.  | „Westside”                                  | The Breed                            | 3:34    |
| 2.  | „Nothin' Like Me” (gości. Ty Dolla Sign)    | DJ Mustard, Mike Free                | 4:05    |
| 3.  | „Ayo”                                       | Nic Nac, Kragen                      | 3:45    |
| 4.  | „Girl You Loud”                             | Drumma Boy                           | 3:33    |
| 5.  | „Remember Me”                               | Jackson, Vinylz, Boi-1da, Ultra$ound | 4:13    |
| 6.  | „I Bet” (gości. 50 Cent)                    | P-Lo                                 | 4:02    |
| 7.  | „D.G.I.F.U.” (gości. Pusha T)               | David D.A. Doman, Jackson            | 3:44    |
| 8.  | „Better”                                    | Jackson                              | 3:42    |
| 9.  | „Lights Out” (gości. Fat Trel)              | Jackson                              | 4:46    |
| 10. | „Real One” (gości. Boosie Badazz)           | Doman                                | 4:59    |
| 11. | „Bitches N Marijuana"” (gości. Schoolboy Q) | Nic Nac                              | 4:14    |
| 12. | „She Goin' Up”                              | DJ Frank E, Andrew Cedar             | 3:47    |
|     |                                             |                                      | 48:24   |

| Edycja deluxe (bonus track) | Edycja deluxe (bonus track)       | Edycja deluxe (bonus track) | Edycja deluxe (bonus track) |
| Nr                          | Tytuł utworu                      | Producent                   | Długość                     |
| --------------------------- | --------------------------------- | --------------------------- | --------------------------- |
| 1.                          | „Wrong In the Right Way”          | Scott Storch, The MeKanics  | 4:30                        |
| 2.                          | „Bunkin'” (gości. Jay 305 & T.I.) | Doman                       | 5:02                        |
| 3.                          | „It's Yo Shit” (gości. Wale)      | Mel & Mus                   | 3:47                        |
| 4.                          | „Banjo”                           | DJ Mustard                  | 3:39                        |